# Petr Herian
Petr Herian (* 1. července 1969 Praha) je český manažer a podnikatel. V současné době je globální CEO a předseda představenstva NEWTON Media, a.s.

## Životopis
Petr Herian se narodil 1. července 1969 v Praze. Své dětství prožil v Horních Počernicích, kde žije dosud. S manželkou Marií má pět dětí, 3 děvčata a kluky dvojčata. Od svých 15 let pracoval s mládeží v salesianské spiritualitě a ve Skautu. Je absolventem Fakulty strojní na ČVUT, obor přístrojová a regulační technika. Aktivně pomáhá řadě nadací: Nadace Naše dítě, projekt Pomozte dětem, Centrum Paraple, Informační centrum neziskových organizací, Fond slepých Brailcom, Konto Bariéry, Sananim,…

## Podnikání
V roce 1995 založil společnost NEWTON Media, a. s., (dříve NEWTON I. T.) v níž do roku 2007 zastával pozici ředitele a jednatele . V roce 2008 založil společnost NEWTON Technologies, a.s., která se ve spolupráci s Technickou univerzitou v Liberci zaměřuje na systémy rozpoznávání hlasu . Petr Herian se opakovaně stal finalistou soutěže Manažer roku , je členem Manažerského klubu při České manažerské asociaci a mezinárodní organizace FIBEP (Fédération Internationale des Bureaux d'Extraits de Presse). Je spoluautorem unikátního patentovaného systému na zpracovávání informací (1995) a též spoluautorem knižní publikace 10 let v českých médiích (Portál 2005) .

## Profesní a životní krédo
Poctivost v podnikatelském, občanském i soukromém životě. Přímost v jednání, bezelstnost v přátelství, svědomitost v práci a v závazcích. 